# TGV PBKA
El TGV PBKA es un tren de alta velocidad desarrollado para poder realizar los servicios internacionales en todos los países en los cuales la empresa Thalys prestaba servicios (Francia, Bélgica, Holanda y Alemania).
Los trenes son tetra-voltaje (a diferencia de los trenes TGV PBA que son tri-voltaje) para poder utilizar la infraestructura ferroviaria alemana.
La sigla "PBKA" corresponde a las iniciales de las principales ciudades servidas por los servicios Thalys: París, Bruselas, Colonia (Köln en alemán) y Ámsterdam.
Desde mayo de 2022 prestan servicios bajo la marca Eurostar, al fusionarse Eurostar Group y Thalys.

## Características técnicas
Son tecnológicamente similares a los TGV Duplex pero sin su característico doble piso. Los trenes son tetratensión, pudiendo operar en: 25kV 50Hz AC, 1.5kV DC, 3kV DC y 15kV 16.7Hz AC. Además son capaces de circular con 7 sistemas distintos de señalización: TVM, KVB, ATB, TBL, TBL2, INDUSI y LZB.
Su velocidad máxima es de 300 km/h con la alimentación eléctrica de 25 kV.
Cada tren tiene 2 cabezas tractoras y 8 remolques, una longitud total de 200 m, una masa total de 385 tm y una capacidad de 377 plazas sentadas (120 en Confort 1 y 257 en Confort 2).
En total se construyeron 17 trenes, 6 son propiedad de la compañía ferroviaria francesa SNCF, 7 de la compañía ferroviaria belga SNCB, 2 de la compañía ferroviaria holandesa NS y 2 de la compañía ferroviaria alemana DB.